# Vedflamlav
Vedflamlav (Ramboldia elabens) är en lavart som först beskrevs av Fr., och fick sitt nu gällande namn av Kantvilas och John Alan Elix. Vedflamlav ingår i släktet Ramboldia, och familjen Lecanoraceae. Arten är reproducerande i Sverige.